# Fred Mitchell

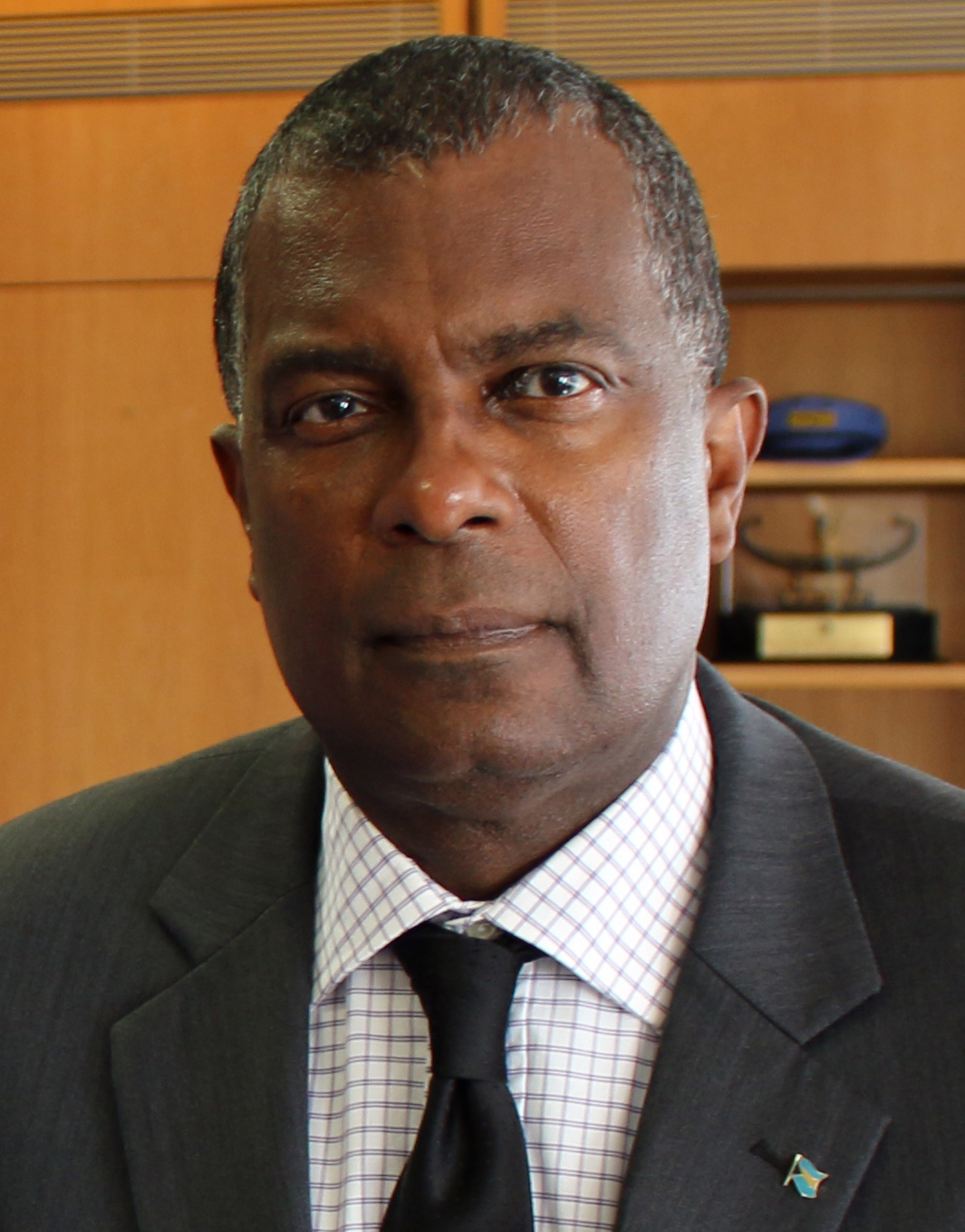
Fred Mitchell (2016)

Frederick „Fred“ Audley Mitchell Jr. (* 5. Oktober 1953 in Nassau) ist ein bahamaischer Jurist und Politiker. Seit 2021 ist er Außenminister seines Landes.

## Werdegang
Mitchell studierte in den USA am Antioch College und erwarb dort einen Bachelor in englischer Literatur. An der Harvard University machte er einen Master in Öffentlicher Verwaltung und anschließend an der University of Buckingham seinen rechtswissenschaftlichen Abschluss. Als Rechtsanwalt ist er sowohl bei der Rechtsanwaltskammer von England und Wales als auch der Bahamas zugelassen. Neben seiner Tätigkeit als Anwalt arbeitete Mitchell für verschiedene bahamaische Organisationen und Unternehmen.
In den 70er Jahren des 20. Jahrhunderts trat Mitchell der Progressive Liberal Party (PLP) bei. Nach dem Wahlsieg des Free National Movement (FNM) 1992 erhielt er auf Anraten von Premierminister Hubert Ingraham trotz des Umstands, dass Mitchell der PLP angehörte, einen Sitz des FNM im Senat. Nachdem er den Sitz am Ende der Wahlperiode aufgeben musste, trat er bei den Wahlen zum House of Assembly für den Wahlkreis Fox Hill an, wurde jedoch nicht gewählt. Im zweiten Anlauf konnte er bei den Wahlen 2002 den Sitz erringen und wurde von Premierminister Perry Christie (PLP) zum Außenminister (Minister for Foreign Affairs and Public Services) ernannt. Er hatte das Amt bis zur Wahlniederlage der PLP bei den Wahlen 2007 inne und wurde von Brent Symonette als Außenminister abgelöst. Seinen Sitz im House of Assembly konnte Mitchell aber verteidigen.
Nachdem die PLP die Wahlen 2012 gewinnen konnte, wurde er im zweiten Kabinett von Perry Christie zum Minister für auswärtige Angelegenheiten und Einwanderung ernannt. Nach der Niederlage der PLP bei der Parlamentswahl 2017, bei der Mitchell auch seinen Sitz im House of Assembly verlor, wurde er von Darren Henfield als Außenminister abgelöst. Stattdessen wurde Mitchell erneut zum Senator ernannt, nunmehr als Führer der Opposition.
Nach der Wahl 2021, die die PLP gewann, wurde Mitchell vom neuen Premierminister Philip Davis wieder zum Außenminister ernannt und am 20. September 2021 vereidigt. Er konnte bei der Wahl auch den Sitz im House of Assembly zurückgewinnen.